# Förbundsdagsvalet i Tyskland 2005
Förbundsdagsvalet i Tyskland 2005 ägde rum den 18 september 2005 och skedde efter upplösning av den sittande förbundsdagen den 1 juli 2005. Det var ett nyval, och egentligen var val i Tyskland planerat till hösten 2006.
Den 22 november 2005 valdes Angela Merkel av förbundsdagen till Tysklands förbundskansler. Hon var den första kvinnan på posten, och den första förbundskanslern i det enade Tyskland som har varit medborgare i Östtyskland.

## Resultat

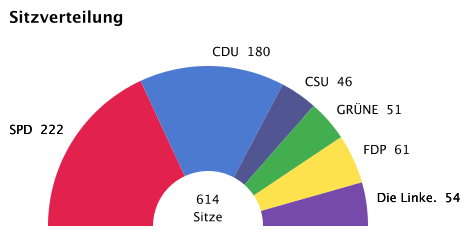
Mandat i Förbundsdagen.

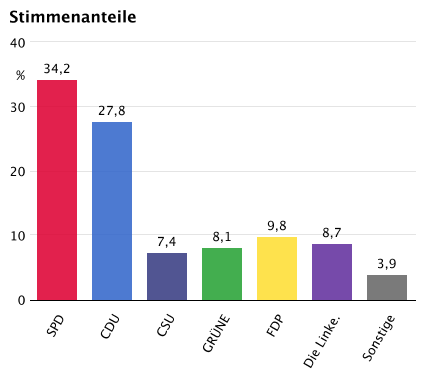
Valresultatet i procent.

Under mandatperioden 2002-2005 stärkte Merkel sin ställning i partiet högst betydligt och var i stort sett oomstridd som kanslerskandidat inför det tidigarelagda förbundsdagsvalet 2005. CDU/CSU eftersträvade en borgerlig majoritetsregering tillsammans med liberala FDP, och opinionsmätningarna tydde länge på en stor seger för denna konstellation. Valresultatet blev dock annorlunda. CDU/CSU gick tillbaka jämfört med valet 2002 och varken de borgerliga eller den dittillsvarande röd-gröna regeringen fick majoritet i förbundsdagen.
Då sonderingarna med Tysklands gröna parti om en koalitionsregering under Merkels ledning tycktes utsiktslösa, och socialdemokratiska SPD inte heller kunde locka över FDP till sin sida, började CDU-CSU och SPD att förhandla om en så kallad "stor koalition". Sedan SPD tvingats ge upp kravet på att Gerhard Schröder skulle leda denna koalition, enades man om en lösning där Merkel skulle bli förbundskansler.